# ناتان اشمور
ناتان اشمور (انگلیسی: Nathan Ashmore؛ زادهٔ ۲۲ فوریهٔ ۱۹۹۰) بازیکن فوتبال است.